# 8 sekund
8 sekund – biograficzny film z 1994 roku o amerykańskiej legendzie rodeo i mistrzu świata w ujeżdżaniu byków (Lane Frost). Film pokazuje jego życie o czasów młodości, kiedy uczył się jazdy na byku aż do jego śmierci w 1989. 8 sekund zostało wyreżyserowane przez Johna G. Avildsena, główne role grają Luke Perry jako Lane Frost, Stephen Baldwin jako prawdziwa legenda rodeo Tuff Hedeman i Red Mitchell jako poeta Cody Lambert. Tytuł nawiązuje do czasu, przez jaki jeździec musi utrzymać się na byku, aby jego jazda została zaliczona.

## Opis fabuły
Film zaczyna się w czasach młodości Lane'a, gdy uczy się on zawodu ujeżdżacza byków od swojego ojca, Clyde'a Frosta. Akcja przebiega przez jego dzieciństwo i młodość spędzone na podróżach po arenach rodeo razem z jego przyjaciółmi: Tuffem Hedemanem i Cody Lambertem. Lane spotyka Kellie Kyle (Cynthia Geary), a następnie zakochuje się w niej i ostatecznie pobierają się w 1985.
Dojście Lane'a do tytułu mistrza Świata opierało się na oszustwie, ryzykował przy tym skręcenie karku. Film opowiada również o zmaganiach głównego bohatera z bykiem, na którego grzbiecie żaden kowboj nie był w stanie wytrzymać ośmiu sekund, zwanego Red Rock. Pokazane są jedynie trzy próby ujeżdżenia tego byka przez Lane'a, w rzeczywistości było ich siedem.
Kulminacja filmu ma miejsce w 1989 roku podczas Cheyenne Frontier Days Rodeo. Lane zajmuje drugie miejsce przed ostatnią próbą tego dnia: jadą na byku zwanym Takin' Care Of Business. Gdy Lane próbuje zsiąść po udanej ośmiosekundowej jeździe, byk odwraca się i wbija w jego bok róg, łamiąc kilka żeber i uszkadzając jedną z głównych tętnic. Efektem tego jest duży wylew wewnętrzny i śmierć bohatera.
Scena finałowa ukazuje Tuffa Hedemana później tego samego roku, podczas Narodowego Finału Rodeo jadącego po mistrzostwo Świata. Po ośmiu sekundach sygnał dźwiękowy informuje o końcu jazdy, jednak Hedeman pozostaje na grzbiecie byka na kolejne 8 sekund jako hołd dla swojego zmarłego kolegi.

## Obsada
| Aktor            | Rola         |
| ---------------- | ------------ |
| Luke Perry       | Lane Frost   |
| Stephen Baldwin  | Tuff Hedeman |
| Red Mitchell     | Cody Lambert |
| Cynthia Geary    | Kellie Frost |
| James Rebhorn    | Clyde Frost  |
| Carrie Snodgress | Elsie Frost  |